# Akasha Bashir
Akasha Bashir (Risalpur, 22 giugno 1994 – Lahore, 15 marzo 2015) è stato un laico pakistano, di religione cattolica.
Bashir è nato nel villaggio di Risalpu. Ha studiato presso le scuole salesiane dell'istituto tecnico Don Bosco a Youhanabad, il quartiere cristiano di Lahore.
Nel dicembre 2014, si è unito al team di sicurezza incaricato di proteggere la chiesa di San Giovanni a Lahore, nel quartiere prevalentemente cristiano di Youhanabad. Nel 2014 si è offerto volontario come guardia di sicurezza per la Chiesa di San Giovanni. Domenica 15 marzo 2015 ha bloccato un attentatore suicida che stava per entrare nella chiesa. L'attentatore ha fatto esplodere la sua bomba fuori dalla chiesa, uccidendo entrambi. I morti complessivi dell'attentato furono 17 persone e circa 70 furono i feriti. Il gruppo terroristico Tehreek-e-Taliban Pakistan Jamaatul Ahrar ha in seguito rivendicato la responsabilità degli attacchi.

## Causa di beatificazione
Il 31 gennaio 2022, l'arcidiocesi di Lahore ha avviato il processo di beatificazione di Akash Bashir. Papa Francesco ha dichiarato Bashir Servo di Dio. È il secondo Servo di Dio nativo pakistano nella storia della Chiesa cattolica in Pakistan, dopo il politico cattolico martirizzato Clement Shahbaz Bhatti, assassinato nel 2011.